# Kacprowice
Kacprowice – wieś w Polsce położona w województwie mazowieckim, w powiecie radomskim, w gminie Wolanów. Ma status sołectwa.
W skład sołectwa Kacprowice wchodzi także Wola Wacławowska.
| SIMC    | Nazwa       | Rodzaj    |
| ------- | ----------- | --------- |
| 0641420 | Karczunek   | część wsi |
| 0641437 | Nowe Sławno | część wsi |

W latach 1975–1998 miejscowość administracyjnie należała do województwa radomskiego.
Wierni Kościoła rzymskokatolickiego należą do parafii św. Anny w Sławnie.